# Astraptes narcosius
Astraptes narcosius is een vlinder uit de familie van de dikkopjes (Hesperiidae). De wetenschappelijke naam van de soort is voor het eerst geldig gepubliceerd in 1790 door Caspar Stoll. Deze soort wordt ook wel in het geslacht Narcosius geplaatst.